# Чистяков, Алексей Михайлович
Алексей Михайлович Чистяков — советский хозяйственный, государственный и политический деятель.

## Биография
Родился в 1908 году в деревне Исаково. Член КПСС.
С 1928 года — на хозяйственной, общественной и политической работе. В 1928—1963 гг. — инженерный, комсомольский и партийный работник в Московской области и Москве, первый секретарь Бауманского райкома ВКП(б) города Москвы, первый секретарь Вильнюсского горкома КП Литвы, заместитель Председателя Совета Министров Литовской ССР, заместитель председателя Совета народного хозяйства Литовского экономического административного района.
Избирался депутатом Верховного Совета Литовской ССР 2-5-го созывов.
Умер в Вильнюсе в 1972 году.